# Rec.Sport.Soccer Statistics Foundation
La Rec.Sport.Soccer Statistics Foundation (RSSSF), Fondazione Statistiche Rec.Sport.Soccer in italiano, è un'organizzazione internazionale dedicata alla raccolta di dati statistici sul calcio. La fondazione vuole costruire un archivio completo di informazioni riguardanti il calcio di tutto il mondo.

## Storia
Secondo i suoi fondatori, quest'impresa è stata creata nel gennaio del 1994 da tre impiegati del rec.sport.soccer (RSS) newsgroup Usenet: Lars Aarhus, Kent Hedlundh e Karel Stokkermans. Conosciuta inizialmente come North European Rec.Sport.Soccer Statistics Foundation (Fondazione Statistiche Rec.Sport.Soccer Nord europea), il riferimento geografico è stato presto eliminato in quanto l'adesione al progetto di altri membri provenienti da altre regioni è cresciuta.
Oggi il RSSSF ha membri e collaboratori provenienti da tutto il mondo, e ha costituito sei progetti spin-off per seguire più da vicino i campionati dei paesi originari del progetto. I progetti spin-off sono dedicati ad Albania, Brasile, Norvegia, Polonia, Romania ed Uruguay.
Quest'impresa è stata per molti anni strettamente legata al newsgroup RSS di cui ancora oggi esiste un archivio, aggiornato l'ultima volta al 15 giugno 2003.